# Violante Visconti
Violante Visconti (1354 - novembre 1386) est la deuxième des trois enfants de Galéas II Visconti, seigneur de Milan et Pavie, et de Blanche de Savoie.

## Biographie
À l'âge de 13 ans, avec la promesse d'une importante dot, et des territoires d'Alba, de Mondovì, de Cherasco et de Demonte promis en héritage par son père, elle est mariée au troisième fils du roi Édouard III d'Angleterre, Lionel d'Anvers, duc de Clarence, à l'église de Santa Maria Maggiore le 28 mai 1368 . Les festivités de mariage sont somptueuses et ostentatoires . Le banquet, tenu à l'extérieur, comprenait 30 plats de viande et de poisson présentés entièrement dorés. Entre les services, les invités ont reçu des cadeaux tels que des armures, des étoffes précieuses, des chevaux de guerre, des armes et des chiens de chasse . Parmi les invités se trouvaient Geoffrey Chaucer, Pétrarque, Jean Froissart et John Hawkwood . Le mariage a été de courte durée. Lionel est en effet décédé à Alba le 17 octobre de la même année, cinq mois seulement après le mariage. Sa mort est peut-être due à une intoxication alimentaire . Le couple n'a pas eu de descendance. 
Le 2 août 1377, son père négocie un second mariage avec Otton III de Montferrat. Seize mois plus tard, le 16 décembre 1378, son époux est assassiné après une bataille à Plaisance . Ils n'ont pas d'enfants .
Le 18 avril 1381, elle se remarie avec son cousin Ludovico Visconti, gouverneur de Lodi et de Parme, le fils de son oncle paternel Barnabé Visconti et de Reine della Scala. Ils ont eu un fils, Giovanni Visconti, né après 1382 . Barbara W. Tuchman suggère que son frère a peut-être tué son troisième mari .
Violante meurt à Pavie en novembre 1386, à l'âge de 32 ans .